# Mantes-la-Jolie
Mantes-la-Jolie é uma comuna francesa na região administrativa da Île-de-France, no departamento de Yvelines. A comuna possui 44 985 habitantes segundo o censo de 2014.